# Отдание праздника
Отда́ние пра́здника (др.-греч. απόδοσης — «отдача, возвращение») — в православном богослужении последний день попразднства многодневного, как правило, великого праздника.

## История
Понятие отдания праздника встречается в Ветхом Завете:

В [течение] семи дней приносите жертву Господу; в восьмой день священное собрание да будет у вас, и приносите жертву Господу: это отдание праздника, никакой работы не работайте.
— Лев. 23:36

В восьмой день пусть будет у вас отдание праздника; никакой работы не работайте; и приносите всесожжение…
— Чис. 29:35–39
В христианстве традиция отдания праздников переосмысливается как повторное воспоминание о событии праздника по истечении некоторого времени. В раннехристианские времена это практиковалось строго на 8‑й день (в настоящее время весь восьмидневный период, начиная с дня самого праздника, называется в неправославных христианских церквях октавой). При императоре Константине I были устроены восьмидневные празднования при освящении базилик в Иерусалиме и Тире. Это дало прецедент подобного отмечания и других ежегодных литургических праздников, и первыми из них стали в IV веке Пасха, Пятидесятница и, на Востоке, — Богоявление; позже к ним присоединили Рождество Христово. С VII века ко дню отдания праздников начинают приурочивать праздники святых, старейшие примеры здесь — день святых Петра и Павла, святого Лаврентия и святой Агнессы.

## Сроки отдания некоторых праздников в православной церкви
| Праздник                              | Дата праздника                           | Отдание                               | Дней предпразднства | Дней попразднства |
| ------------------------------------- | ---------------------------------------- | ------------------------------------- | ------------------- | ----------------- |
| Рождество Богородицы                  | 8 (21) сентября                          | 12 (25) сентября                      | 1                   | 4                 |
| Воздвижение Креста Господня           | 14 (27) сентября                         | 21 сентября (4 октября)               | 1                   | 7                 |
| Введение во храм Пресвятой Богородицы | 21 ноября (4 декабря)                    | 25 ноября (8 декабря)                 | 1                   | 4                 |
| Рождество Христово                    | 25 декабря (7 января)                    | 31 декабря (13 января)                | 5                   | 6                 |
| Крещение Господне (Богоявление)       | 6 (19) января                            | 14 (27) января                        | 4                   | 8                 |
| Сретение Господне                     | 2 (15) февраля                           | 2 (15) февраля…9 (22) февраля         | 1                   | 0…7               |
| Вход Господень в Иерусалим            | воскресенье перед Пасхой                 | нет                                   | нет                 | нет               |
| Благовещение Пресвятой Богородицы     | 25 марта (7 апреля)                      | 26 марта (8 апреля)                   | 0-1                 | 0-1               |
| Пасха                                 | воскресенье, определяется по Пасхалии    | среда, 6-я седмица по Пасхе           | не определены       | 38                |
| Преполовение Пятидесятницы            | среда, 4-я седмица по Пасхе              | среда, 5-я седмица по Пасхе           | нет                 | 7                 |
| Вознесение Господне                   | четверг, 6-я седмица по Пасхе, 40-й день | пятница, 7-я седмица по Пасхе         | 1                   | 8                 |
| День Святой Троицы                    | воскресенье, 7-я седмица по Пасхе        | суббота, 1-я седмица по Пятидесятнице | нет                 | 6                 |
| Преображение Господне                 | 6 (19) августа                           | 13 (26) августа                       | 1                   | 7                 |
| Успение Пресвятой Богородицы          | 15 (28) августа                          | 23 августа (5 сентября)               | 1                   | 8                 |
| Усекновения главы Иоанна Предтечи     | 29 августа (11 сентября)                 | 30 августа (12 сентября)              | нет                 | нет               |

Следует отметить, что периодом попразднства обладает Неделя Антипасхи (Фомино воскресенье). С понедельника по субботу второй седмицы по Пасхе вспоминается уверение апостола Фомы. В эти дни тропарь, кондак, прокимен и причастен — Антипасхи и святого апостола Фомы.
Праздники Пятидесятницы (периода между Пасхой и Днем сошествия Святого Духа на апостолов) также имеют свои отдания, а также, попразднества, но не имеют предпразднеств.

## Литургические особенности
Отдание праздника отмечается торжественным богослужением, во время которого исполняются многие молитвы и песнопения, которые поются в самый праздник. В дни отдания двунадесятых праздников совершается утреня с великим славословием.
Богослужебный Устав Православной церкви выделяет отдельный тип отдания - отдание престольного праздника (дня памяти святого или события, в честь которого освящён престол православного храма).